# Picumne maculé
Picumnus nigropunctatus
Espèce
Statut de conservation UICN

 LC  : Préoccupation mineure
Le Picumne maculé (Picumnus nigropunctatus) est une espèce d'oiseaux de la famille des Picidae (sous-famille des Picumninae), endémique du Venezuela.